# Denis Rey
Denis Rey (ur. 9 lutego 1966 w La Tronche) – francuski narciarz alpejski, złoty medalista mistrzostw świata juniorów.

## Kariera
Po raz pierwszy na arenie międzynarodowej Denis Rey pojawił się w 1984 roku, startując na mistrzostwach świata juniorów w Sugarloaf. W swoim jedynym starcie zwyciężył tam w zjeździe, wyprzedzając bezpośrednio Grahama Bella z Wielkiej Brytanii oraz swego rodaka, Didiera Pageta. W zawodach Pucharu Świata pierwsze punkty wywalczył 20 marca 1988 roku w Åre, zajmując trzynaste miejsce w kombinacji. Nigdy nie stanął na podium zawodów tego cyklu; najlepsze lokaty w zawodach tego cyklu zanotował 11 stycznia 1990 roku w Schladming i 11 stycznia 1993 roku w Garmisch-Partenkirchen, gdzie zajmował czwarte miejsce w zjeździe. W obu przypadkach w walce o podium lepsi okazywali się Szwajcarzy: najpierw Daniel Mahrer, a następnie Franz Heinzer. Najlepsze wyniki osiągał w sezonie 1992/1993, kiedy zajął 49. miejsce w klasyfikacji generalnej.
W 1991 roku wystartował w zjeździe na mistrzostwach świata w Saalbach-Hinterglemm, gdzie zajął jedenaste miejsce. W tej samej konkurencji był też szósty na rozgrywanych dwa lata później mistrzostwach świata w Morioce. W międzyczasie wystartował na igrzyskach olimpijskich w Albertville, gdzie w zjeździe zajął 27. miejsce, a rywalizacji w kombinacji nie ukończył. W 1996 roku zakończył karierę.

## Osiągnięcia

### Igrzyska olimpijskie
| Miejsce | Dzień     | Rok  | Miejscowość | Konkurencja | Czas biegu  | Strata  | Zwycięzca       |
| ------- | --------- | ---- | ----------- | ----------- | ----------- | ------- | --------------- |
| 27.     | 9 lutego  | 1992 | Albertville | Zjazd       | 1:50,37 min | +3,91 s | Patrick Ortlieb |
| DNF     | 11 lutego | 1992 | Albertville | Kombinacja  | 14,58 pkt   | -       | Josef Polig     |

### Mistrzostwa świata
| Miejsce | Dzień       | Rok  | Miejscowość | Konkurencja | Czas biegu  | Strata  | Zwycięzca     |
| ------- | ----------- | ---- | ----------- | ----------- | ----------- | ------- | ------------- |
| 11.     | 27 stycznia | 1991 | Saalbach    | Zjazd       | 1:54,91 min | +1,90 s | Franz Heinzer |
| 6.      | 11 lutego   | 1993 | Morioka     | Zjazd       | 1:32,06 min | +1,14 s | Urs Lehmann   |

### Mistrzostwa świata juniorów
| Miejsce | Dzień     | Rok  | Miejscowość | Konkurencja | Czas biegu  | Strata | Zwycięzca |
| ------- | --------- | ---- | ----------- | ----------- | ----------- | ------ | --------- |
| 1.      | 21 lutego | 1984 | Sugarloaf   | Zjazd       | 1:26,05 min | -      | -         |

### Puchar Świata

#### Miejsca w klasyfikacji generalnej
- sezon 1987/1988: 76.
- sezon 1988/1989: 67.
- sezon 1989/1990: 73.
- sezon 1990/1991: 78.
- sezon 1991/1992: 87.
- sezon 1992/1993: 49.
- sezon 1995/1996: 146.

#### Miejsca na podium
Rey nigdy nie stanął na podium zawodów PŚ.